# .bz
.bz (Belize) é o código TLD (ccTLD) na Internet para a Belize e operado pela Universidade de Belize, por meio do BelizeNIC.
Por alguns anos o .bz foi utilizado no Marketing como abreviação para "Business",o que ocasionou conflitos com o gTLD .biz delegado a Neustar pelo ICANN em 2000.
Com isso o próprio ICANN tomou providências necessárias com base nas normas RFC para acabar com a disputa entre os dois Domínios de Topo (TLD's) e manter a ordem no mercado.
Além disso, muitos sites de Bolzano (sigla BZ) na Itália, passaram a registrar domínios sob o .bz, como uma forma de Marketing e Publicidade.

## Categorias
.com.bz - (Genérico) Destinado ao Uso Comercial,
.edu.bz - Destinado a Entidades de Ensino e Pesquisa,
.gov.bz - Destinado a Entidades Governamentais,
.net.bz - Destinado a Empresas que atuem na Internet,
.org.bz - Destinado a Entidades não Governamentais.